# Дем, Рихард
Рихард Дем (род. 6 июля 1907 года в Нюрнберге, умер 20 марта 1996 года там же) — немецкий палеонтолог.

## Биография
Дем изучал геологию и палеонтологию в Университете имени Людвига Максимилиана в Мюнхене (среди других у Фердинанда Бройли и Эрнста фон Райхенбаха), где он получил докторскую степень в 1930 году (с темой по геологии в области Риса, геологических исследований, площадь листа Монхайма) и сдал экзамен на право преподавать. Однако вместо карьеры преподавателя он стал в 1932 году ассистентом в Институте палеонтологии и исторической геологии. Он был хабилитирован в 1935 году, а в 1936 году стал научным сотрудником, а в 1937 году — консерватором и преподавателем Баварской государственной коллекции палеонтологии и геологии. С 1950 года он был профессором исторической геологии и палеонтологии в Мюнхенском университете имени Людвига Максимилиана и директором Баварской государственной коллекции, которую он восстановил после окончания войны.
Среди прочего он занимался третичными млекопитающими, в том числе карстовыми колоннами, заполняющими Альб (а также слоями из Сивалика в Пакистане) и с метеоритным кратером в Нёрдлингенском Рисе.
В 1984 году он стал почётным членом Палеонтологического общества, а в 1991 году — Общества палеонтологии позвоночных. В 1962 году он стал членом Баварской академии наук.

## Публикации
- Die Raubtiere aus dem Mittel-Miocän (Burdigalium) von Wintershof-West bei Eichstätt in Bayern (= Bayerische Akademie der Wissenschaften. Mathematisch-Naturwissenschaftliche Klasse. Abhandlungen. NF Heft 58, ISSN 0376-1029). Beck, München 1950.
- Zur Gliederung der jungtertiären Molasse in Süddeutschland nach Säugetieren. In: Neues Jahrbuch für Geologie und Paläontologie. Monatshefte. Heft 5, 1951, ISSN 0028-3630, S. 140—152.
- Über neue tertiäre Spaltenfüllungen des süddeutschen Jura- und Muschelkalkgebietes. In: Mitteilungen der Bayerischen Staatssammlung für Paläontologie und Historische Geologie. Heft 1, 1961, ISSN 0077-2070, S. 27-56, online.
- Das Nördlinger Ries und die Meteortheorie. In: Mitteilungen der Bayerischen Staatssammlung für Paläontologie und Historische Geologie. Heft 2, 1962, S. 69-87, online.